# Felix Fortunatis

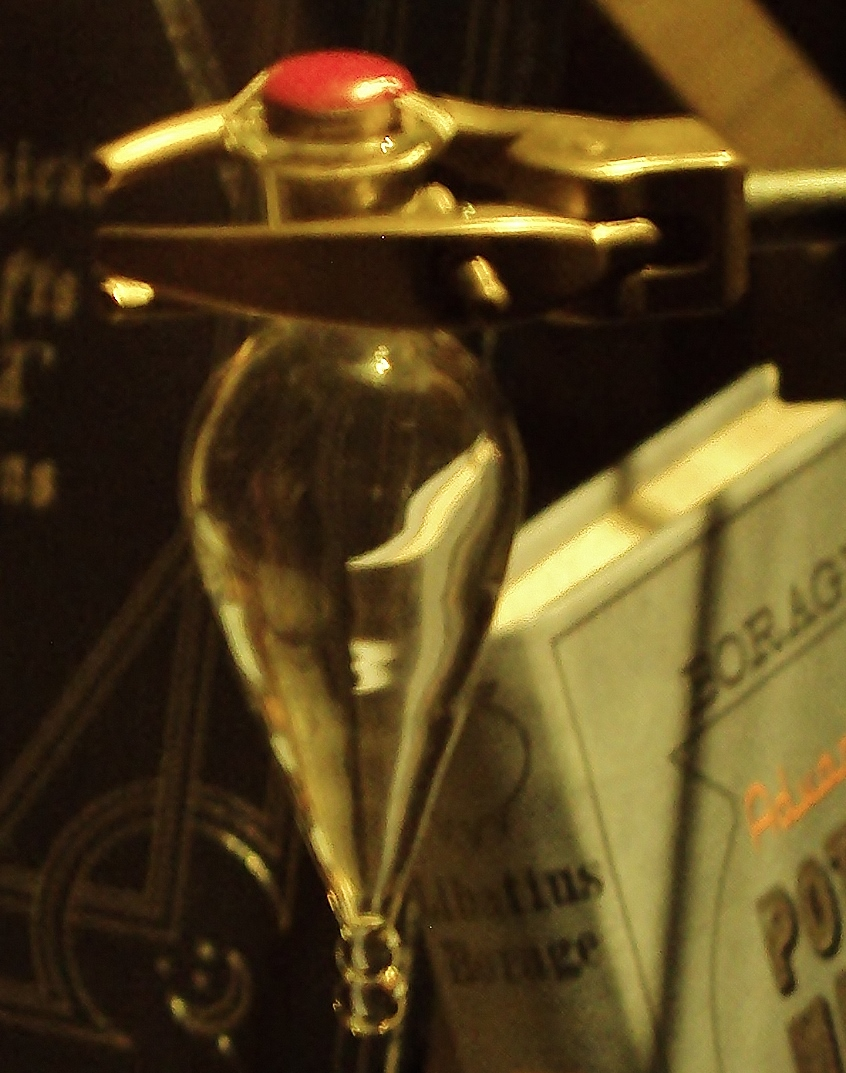
Een flesje Felix Fortunatis in Harry Potter en de Halfbloed Prins

Felix Fortunatis (Engels: Felix Felicis) is een toverdrank in de Harry Potterboeken van J.K. Rowling. Het speelt alleen een rol in Harry Potter en de Halfbloed Prins. De toverdrank geeft de gebruiker tijdelijk geluk. De naam is, zoals zo veel namen in de Harry Potterserie, afkomstig uit het Latijn, en betekent "het geluk van de gelukkige".
Een van de hoofdstukken uit De Halfbloed Prins heet "Felix Fortunatis", dit was een van de drie hoofdstuk-titels die Rowling had vrijgegeven ver voordat het boek uitkwam. Het was waarschijnlijk bedoeld om de lezer op het verkeerde been te zetten: veel mensen dachten dat het om een personage ging.

## Toverdrank
De toverdrank is vreselijk moeilijk te maken. Het vergt zes maanden voorbereiding en moet enige tijd op het vuur staan koken. Het brouwen gaat vaak fout, hetgeen kan resulteren in een toverdrank met vervelende bijwerkingen.
De toverdrank ziet eruit als vloeibaar goud, en als het aan de kook wordt gebracht spatten er druppels recht omhoog die allemaal weer terug in de ketel vallen. Er wordt geen druppel verspild.
Te veel van deze toverdrank gebruiken is "te veel van het goede", aldus Professor Slakhoorn. Men wordt er overmoedig en roekeloos van. Het gebruik van Felix Fortunatis is niet toegestaan bij examens, sportwedstrijden en dergelijke.

## De Halfbloed Prins
In het boek Harry Potter en de Halfbloed Prins heeft Professor Slakhoorn Felix Fortunatis gebrouwen. Hij looft tijdens een van zijn lessen een klein flesje van de drank uit aan degene die tijdens die les de beste toverdrank brouwt. De inhoud van dat flesje is goed voor twaalf uur non-stop geluk. Harry Potter wint deze wedstrijd door gebruik te maken van de mysterieuze aantekeningen in zijn Toverdranken-boek, dat eigendom is geweest van de Halfbloed Prins.
Vlak voordat Ron Wemel een belangrijke Zwerkbal-wedstrijd moet spelen, doet Harry alsof hij een paar druppels toverdrank in Rons glas laat vallen. Dit heeft tot gevolg dat Ron zeer zelfverzekerd speelt en de wedstrijd wint: een duidelijk voorbeeld van een placebo-effect.
Harry gebruikt een deel van de drank om Professor Slakhoorn zover te krijgen dat die hem een zeer belangrijke gedachte geeft, zodat Harry en Albus Perkamentus deze in de Hersenpan kunnen bekijken. Andere (onbedoelde?) gevolgen van het feit dat Harry de drank heeft ingenomen waren dat de verkering van Ginny Wemel en Daan Tomas ineens stukliep (Harry was al tijden in stilte verliefd op haar) en de verkering van Ron en Belinda Broom die eveneens ten einde kwam (Harry ergerde zich aan het constante "kleffe gedoe").
Vlak voordat Harry samen met Perkamentus op zoek gaat naar een Gruzielement geeft hij het restant van het drankje aan Ginny, Ron en Hermelien, om hen geluk te geven wanneer ze het moeten opnemen tegen Draco Malfidus en zijn bende. Dit blijkt een goede zet te zijn geweest. Ze slagen erin verschillende Dooddoeners te kunnen weerstaan zonder zelf ernstig gewond te raken. Naderhand verklaren ze dat ze het zonder de drank nooit hadden overleefd.